# Präfektur Ashigara

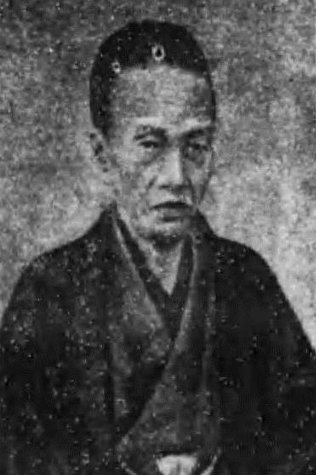
Kashiwagi Tadatoshi, ein ehemaliger Gefolgsmann der Egawa-Familie (Vögte von Nirayama für das Shōgunat), war nach der Restauration Gouverneur der Präfektur Nirayama, dann 1871 bis 1876 Gouverneur von Ashigara.

Ashigara (jap. 足柄県 Ashigara-ken) war von 1871 bis 1876 eine Präfektur (-ken) in den japanischen Provinzen Sagami und Izu. Ihr Gebiet erstreckte sich auf sieben Kreise (-gun) im Westen von Sagami und ganz Izu. Sie entstand nach der Abschaffung der Han (Großlehen/Fürstentümer) aus den für einige Monate in gleichnamige Präfekturen umgewandelten Fürstentümern Odawara und Oginoyamanaka – bereinigt um En- und Exklaven – sowie dem in der Provinz Izu gelegenen Teil der Präfektur Nirayama, die seit der Meiji-Restauration 1868 ehemalige Shōgunatsländer (bakuryō) in den Provinzen Izu und Musashi verwaltete. Die Präfekturverwaltung von Ashigara befand sich im damaligen Kreis Ashigara-Shimo („Unter-Ashigara“ im Gegensatz zum Kreis „Ober-Ashigara“, Ashigara-Kami, landeinwärts) auf dem Gebiet der heutigen kreisfreien Stadt (-shi) Odawara. 1876 wurde Ashigara geteilt: Der in der Provinz Sagami gelegene Teil fiel an die Präfektur Kanagawa, die Provinz Izu ging zunächst ganz an die Präfektur Shizuoka; die der Izu-Halbinsel vorgelagerten Izu-Inseln wurden aber schon 1878 der Präfektur Tokio zugeschlagen.